# 藤原有年 (右少将)
藤原 有年（ふじわら の ありとし）は、平安時代中期の貴族。大納言・藤原定国の子。官位は従四位上・左馬頭。

## 経歴
朱雀朝末に左兵衛佐を務める。
村上朝初頭の天慶9年（946年）右近衛少将に任ぜられ、翌天慶10年（947年）悦子女王が伊勢斎王に卜定されると、その伝達のために有年は悦子女王の父である中務卿・重明親王の邸宅に派遣されている。
その後、村上朝末に左馬頭を務め、位階は従四位上に至った。

## 官歴
- 時期不詳：従五位下
- 天慶7年（944年）5月3日：見左兵衛佐[2]
- 天慶9年（946年）9月16日：右近衛少将[3]
- 天暦3年（949年）10月17日：見右近衛少将[4]
- 応和3年（963年）5月15日：見左馬頭[5]
- 時期不詳：従四位上[6]

## 系譜
『尊卑分脈』による。
- 父：藤原定国
- 母：藤原有実の娘
- 生母不詳の子女
  - 男子：藤原春光
  - 女子：藤原兼通室